# Munidopsis sinclairi
Munidopsis sinclairi is een tienpotigensoort uit de familie van de Munidopsidae. De wetenschappelijke naam van de soort is voor het eerst geldig gepubliceerd in 1901 door McArdle.